# 后印象派
后印象派（英語：Post-Impressionism）是由印象派发展而来的一种油畫流派。
在19世纪末，許多追求印象主義的藝術家開始反對印象派。轉戾點發生於1882年愛德華·馬奈獲頒法國國家榮譽獎，和1874年至1886年止的印象派畫家聯合畫展，這些藝術家們不满足於形體與輪廓上刻板片面的追求，強調作品要抒發藝術家的自身的感情與思想，於是開始嘗試對色彩及形體表現的自覺運用。
後印象派將形式主義發揮到極致，不拘泥在任何題材和内容。在藝術表現上，後印象派更加强调構成關係，認為藝術不需追求寫實與準確性，而是使用作者的主觀情感去改造客觀物像，表現出「主觀化的客觀」。他们在尊重印象派光影寫實描繪的同时，不是片面追求光影的變化，而是侧重於表現物質的具體性、穩定性和内在結構。

## 後印象派時期藝術家
塞尚的作品並不重視透視和人體解剖，而是用各種朦朧色彩堆積成抽象的形體；主要是因在技法上，後印象派畫家都反對分割色彩，並大膽採用平面的鮮明色調，重視形、線條、色塊以及體和面。藉此流露出強烈的主觀感情與個性。
而修拉、西涅克等人為主的點彩畫派正相反，他们認為色彩是逐漸過渡的，所以表現方式會使用許多不同顏色反覆塗抹，即使是單純的藍天，也要用各種深淺不同的藍色達到視覺漸變效果。
後印象派為現代油畫的發展奠下基礎的作用。文森特·梵高也是後印象派的代表人物之一。其他代表畫家還有高更、羅特列克等。
後印象派的雕刻直到1900年後才出現。著名的雕刻家和作品有阿里斯蒂德·馬約爾（Aristide Maillol）的《坐著的女人》、比利時雕刻家喬治·明（Geoge Minne）的《跪著的男孩》，他的作品在德國受到歡迎，影響了威爾漢·雷漢布魯克（Wilhelm Lehmbruck）的作品《站著的少年》。
多年以來，傳統的西方藝術都是建立在對與形體的客觀準確性上，而後印象主義則開始從寫實描繪轉向了藝術家主觀情感的抒發，一種嶄新的繪畫觀念由此誕生，因此，人們大多將後印象主義視作古典藝術與現代藝術的分水嶺。

## 外部連結
- 《西洋藝術史 4 現代藝術》，幼獅編譯部主編，民國七十八年5月七版